# Avelengo
Avelengo (Hafling) é uma comuna italiana da região do Trentino-Alto Ádige, província de Bolzano, com cerca de 709 habitantes. Estende-se por uma área de 27 km², tendo uma densidade populacional de 26 hab/km². Faz fronteira com Merano, Sarentino, Scena, Verano.

## Demografia
| Variação demográfica do município entre 1861 e 2011                               |
|                                                                                   |
| Fonte: Istituto Nazionale di Statistica (ISTAT) - Elaboração gráfica da Wikipedia |